# Давіде Ксауса
Давіде Ксауса (англ. Davide Xausa, нар. 10 березня 1976, Ванкувер) — канадський футболіст італійського походження, що грав на позиції півзахисника. Виступав за низку канадських і закордонних клубів, а також національну збірну Канади. У складі збірної — володар Золотого кубка КОНКАКАФ.

## Клубна кар'єра
Давіде Ксауса народився у Ванкувері, де розпочав займатися футболом. У 1997 році Ксауса розпочав грати в англійській команді «Сток Сіті», в якій грав до 1998 року. У 1998 році канадський футболіст перейшов до шотландського клубу «Сент-Джонстон», а наступного року перейшов до нідерландського клубу «Дордрехт». У 1999 році півзахисник перейшов до шотландського клубу «Інвернесс», у складі якого грав до 2001 року.
У 2001 році Ксауса перейшов до шотландського клубу «Лівінгстон», у складі якого грав до 2004 року. У 2004 році футболіст перейшов до іншого шотландського клубу «Фолкерк», а пізніше в цьому ж році повернувся на батьківщину до клубу «Ванкувер Вайткепс», у якому грав до 2005 року, зробивши перерву у виступах на професійному рівні. У 2008 році Ксауса став гравцем клубу «Ванкувер Колумбус», у якому грав до 2012 року, після чого остаточно завершив виступи на футбольних полях.

## Виступи за збірну
У 1999 році Давіде Ксауса дебютував у складі національної збірної Канади. У складі збірної футболіст був учасником розіграшу Золотого кубка КОНКАКАФ 2000 року, здобувши того року титул континентального чемпіона, розіграшу Кубка конфедерацій 2001 року, розіграшу Золотого кубка КОНКАКАФ 2002 року, на якому команда здобула бронзові нагороди, розіграшу Золотого кубка КОНКАКАФ 2003 року. Загалом протягом кар'єри в національній команді, в якій грав до 2003 року, провів у її складі 32 матчі, забивши 2 голи.

## Титули і досягнення
- Володар Золотого кубка КОНКАКАФ (1):

Канада: 2000